# 拉昂圣母大教堂
拉昂圣母大教堂（法語：Cathédrale Notre-Dame de Laon）是一座位于法国上法兰西大区埃纳省拉昂的罗马天主教大教堂，该教堂始建于12世纪至13世纪，是典型的哥特式建筑。